# Gabriel Borrell
Gabriel Borrell Cardona (Sabadell, Barcelona, 23 de noviembre de 1862-Barcelona, 6 de octubre de 1944) fue un arquitecto español. 
Fue el arquitecto municipal de San Juan Despí, de San Feliú de Llobregat y de Esplugas de Llobregat.

## Biografía
Nació en Sabadell el 23 de noviembre de 1862, en la calle del Lavadero Viejo, n.º 20. Cursó estudios en la Escuela Pía de Sabadell, durante estos primeros años de colegio fue compañero de Juli Batllevell y de Enric Fatjó, que también acabarían siendo como él arquitectos.
Contrajo matrimonio con Dolores Llenas (fallecida en 1935) y tuvieron once hijos, de los cuales sólo vivieron seis. Se le conoce residencia en Barcelona desde 1880, primeramente en la calle Baja de San Pedro, y después en la calle Córcega n.º 417, en un edificio que el mismo construyó, y que utilizaría como despacho profesional hasta su muerte.
Estudió en la Escuela de Arquitectura de Barcelona donde obtuvo el título de arquitecto en 1887. Sus primeros trabajos profesionales los realiza para la Exposición Universal de 1888, en la Dirección de Obras, como ayudante de Cayetano Buigas. Posteriormente, de 1889 a 1891 trabajó como auxiliar facultativo para el Ayuntamiento de Barcelona en la sección de Alcantarillado y Saneamiento. En 1892 fue designado miembro de la Junta de Bellas Artes de Barcelona.
En 1895 se presenta a la convocatoria para cubrir la plaza vacante de arquitecto municipal de Sabadell, a ésta también se presentan los antes citados, Enric Fatjó y Juli Batllevell, ganando el concurso este último.

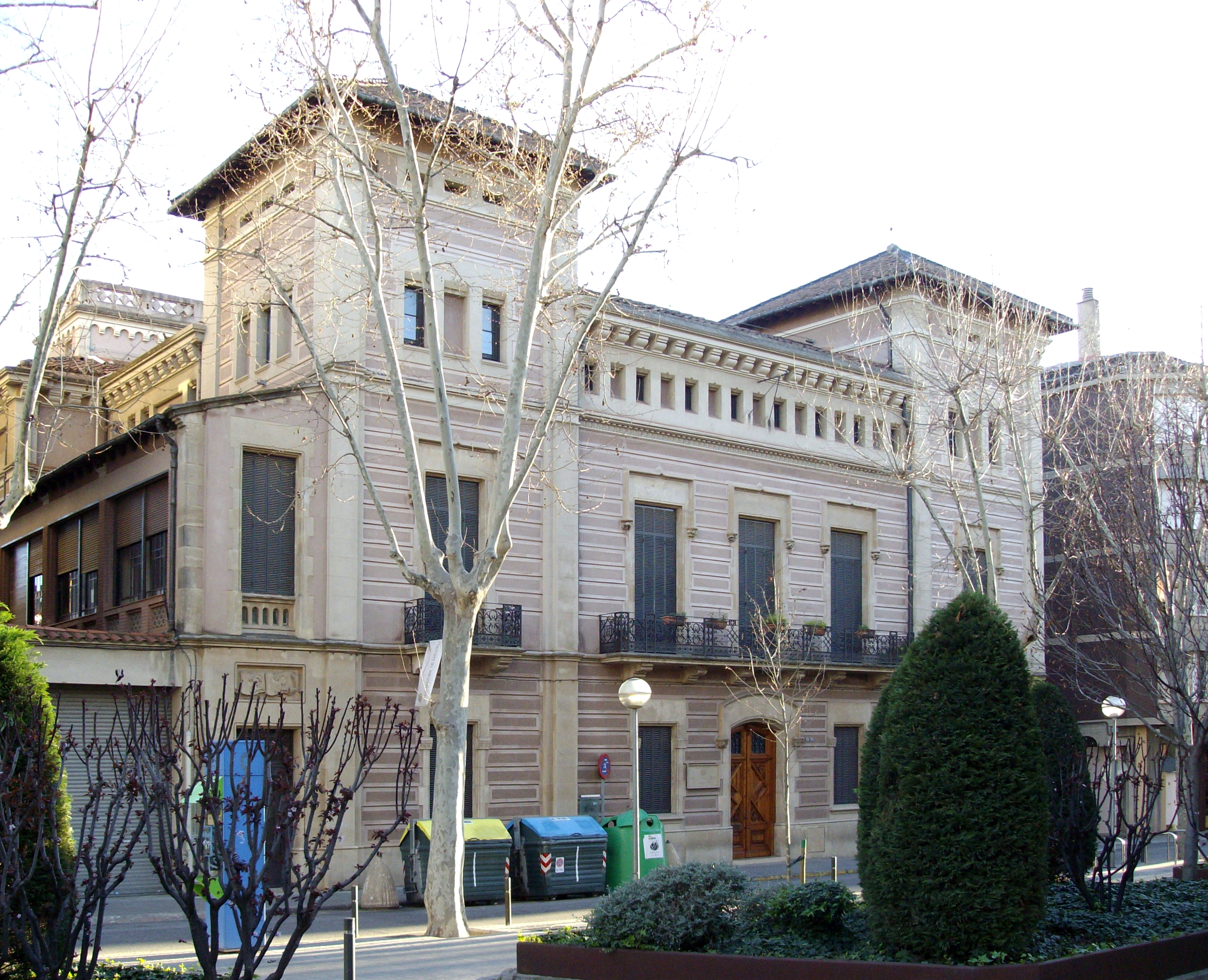
Casa Ponsà, Sabadell, obra de 1891 de Gabriel Borrell.

En 1897 fue nombrado arquitecto municipal de San Juan Despí, cargo que ejerció hasta su muerte en 1944. Paralelamente también trabajó como arquitecto municipal de San Feliú de Llobregat (1902-1933) y de Esplugas de Llobregat (ca.1903-1920).También trabajó por cuenta propia en distintas poblaciones catalanas, como Sabadell, Hospitalet de Llobregat, Solsona, Caldetes o San Esteban de Palautordera.
A partir de 1901 ejerció como profesor en la Escuela de Arquitectura de Barcelona, de donde sería catedrático numerario hasta su jubilación, en 1932.
De entre las delegaciones que le fueron encargadas por la Escuela, constan las de presidente de la Junta Consultiva del Centro de Contratistas y Maestros Paletas de Barcelona (1902) y miembro de jurados de los tribunales de oposiciones a las plazas de ayudantes en las Oficinas de Urbanización y Obras del Ayuntamiento de Barcelona (1903) y a las del certamen de los aprendices del Ateneo Obrero de Hostafrancs (1903). También se le encargó la organización del III Congreso Nacional de Arquitectos celebrado en Madrid en 1903. 
En 1904 se hizo socio numerario de la Sociedad Central de Aparejadores de Obras de Madrid, ya que también ejercía como contratista de obras.
Participó como ponente en diferentes congresos de arquitectura en distintas ciudades de España, asimismo también es el autor de varios ensayos sobre los conflictos sociales y laborales y sobre las condiciones de mejora de las viviendas de los trabajadores.

## Estilo
Gabriel Borrell solía adaptar cada obra a las necesidades y usos que el cliente necesitaba, por lo que su arquitectura no se puede inscribir en una corriente determinada. En su obra podemos observar desde tipologías neomedievalistas o modernistas hasta una arquitectura funcionalista, aunque en general no se puede hablar de eclecticismo.

## Obras principales

### Barcelona
- Iglesia y convento de los Padres Dominicos, calle de Ausiás March, 54 (1888, 1896, 1897-?).[2]
- Casa Francisco de Paula Vallet,[4] calle de Provenza, 289 / calle Roger de Lauria, 123 (1903).
- Casa Federico Vallet,[5] calle Roger de Lauria, 112 (1904).
- Capilla del Colegio Teresiano, calle de Ganduxer, 85 (1908).[2]
- Casa Francisco de Paula Vallet,[6][7] calle de Bailén, 36 (1908-1919).
- Casa Pilar Bassols,[8] avenida Diagonal, 355 / calle de Provenza, 301 (1916).
- Casa Borrell, Calle Córcega, 417 (antes de 1920).[2]

### Esplugas de Llobregat
- Escuelas Isidre Martí,[9][10] calle de la Iglesia (1907-1910) (derruidas en 1982).
- Can Serra,[11][12] calle Laureà Miró, 199 (1909).
- Casa Guillem Rosselló,[13] calle Montserrat 45-55 (1917).
- Edificio-casa anexa de Villa Victoria (Torre del Señor Domingo o Castillo de los Tres Dragones),[14] calle Bruc, 78 (1920-1921).
- Casa Llavinés (Can Puiggrós),[13] calle Montserrat 15-19 (1935).
- Hilera de casas de Pons y Termes,[12][15] carretera de Cornellá (1935) (derruidas en 1998).

### Sabadell
- Antiguo edificio del Círculo Republicano Federal, calle Narcís Giralt, 40 (1888).[2]
- Academia Católica de Sabadell, calle de San Juan, 20 (1889).[2]
- Casa Ponsà,[16] calle Indústria, 32-34 (1891) (actualmente acoge al Archivo Histórico de Sabadell).
- Nuevo Teatro de "Los Campos de Recreo", (1896) (derruido).[2]
- Colegio de la Sagrada Familia,[17] calle de la Industria, 9 (1908).

### Sant Feliu de Llobregat
- La Unión Coral,[18] paseo Bertrand, 13 / calle Pi y Margall, 41 (1906-1915).
- Casas Bertrand,[19] paseo Bertrand, 1-11 / calle Pi y Margall / calle Torras y Bages (1907-1912).
- Casas Molins,[20] calle Mosén Jacinto Verdaguer, 17-27 (1909-1912).
- Casas Costa,[21][22] calle Torras y Bages, 28-30 (1910).
- Casa Joan Prats,[23] calle  Laureano Miró, 51 (1910).
- Casa Josep Aguadé,[24] paseo Nadal, 28 (1911) (actualmente es el Sindicato Agrícola).
- Torre Francesc Folch (Cal Berna),[25] Paseo Nadal, 21 (1911).
- Casa Bonaventura Raspall,[26] paseo Nadal, 22-24 / calle Vidal y Ribas, 38 (1915).
- Casa Llorenç Molins,[27] calle Pi y Margall, 16 (1916) (después de la postguerra se le añadió un segundo piso).
- Casas Josefa Serra de Molins, calle Vidal i Ribas, 2[28] y 4[29] (1918).
- Casas Pere Àlvarez Gonzalbo, calle Torras i Bages, 15 (1918)[30] y 17-19 (1920).[31]
- Can Panyella,[32] calle de la Iglesia, 7 (1922).
- Pisos de Can Bertrand,[33] calle Laureano Miró, 80-96 (1922-1925).
- Antiguo matadero municipal,[34] calle Santiago Ramón y Cajal, s/n (1924).
- Casa Antoni Prats,[35] rambla de la Marquesa de Castellbell, 15 (1926).
- Casas Josefa Serra de Molins,[36] calle Joan Batllori 15-19 (1926).
- Casas Mas,[37] calle de las Carreretas, 12-14 (1927).